# Baker Motor Vehicle Company
Baker Motor Vehicle Company fou un fabricant americà de vehicles elèctrics a Cleveland, Ohio, en el període de 1899 a 1914.

## Història
El primer vehicle de Baker fou de dos seients amb un preu de venda de 850 $. Un d'ells va ser venut a Thomas Edison, com el seu primer cotxe, que va dissenyar la bateria de níquel i ferro utilitzats dins dels Baker Electric. Aquestes piles eren d'una extrema llarga durada, algunes encara en ús avui.

### Producció primerenca
La producció de 1904 era de dos models, amb dos seients i marcs blindats de fusta, motors elèctrics centrals i bateries de 12 cel·les electroquímiques. El petit vehicle tenia 0.75hp (0.6kW) i pesava 650lb (295kg). El model Stanhope costava 600 $ amb un pes de 950 lb (431 kg), 1.75hp (1.3kW) i transmissió de tres velocitats. Podia agafar una velocitat de 14mph (23km/h).
El 1906, Baker va fer 800 cotxes, convertint-se en el fabricant de vehicles elèctrics més gran en el món. En els seus anuncis, Baker presumia de que la seva nova fàbrica era "la més gran en el món". L'empresa també va fer un canvi de producció de cotxes elèctrics a automòbils. Segons la publicitat de la companyia; "Utilitzem els materials més selectes en tots els detalls de la seva construcció i acabats, produint vehicles que, en cada moment, no es poden igualar en excel·lència."

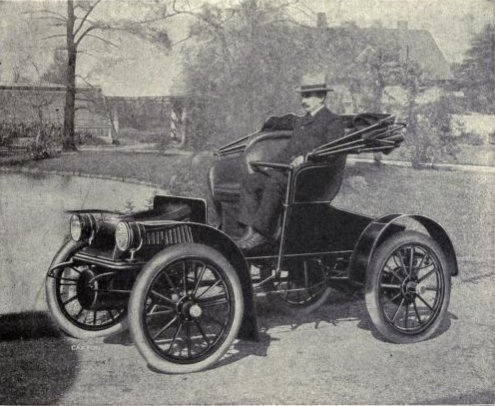
1909 Baker Suburbà Runabout

El Baker Landolet de 1906 va ser valorat en 4.000 $. L'empresa va fabricar l'Imperial, Suburban, Victoria, Surrey, Depot Carriages. Un model inusual del 1906 fou el Brougham amb el lloc pel conductor a fora, a la part del darrere.

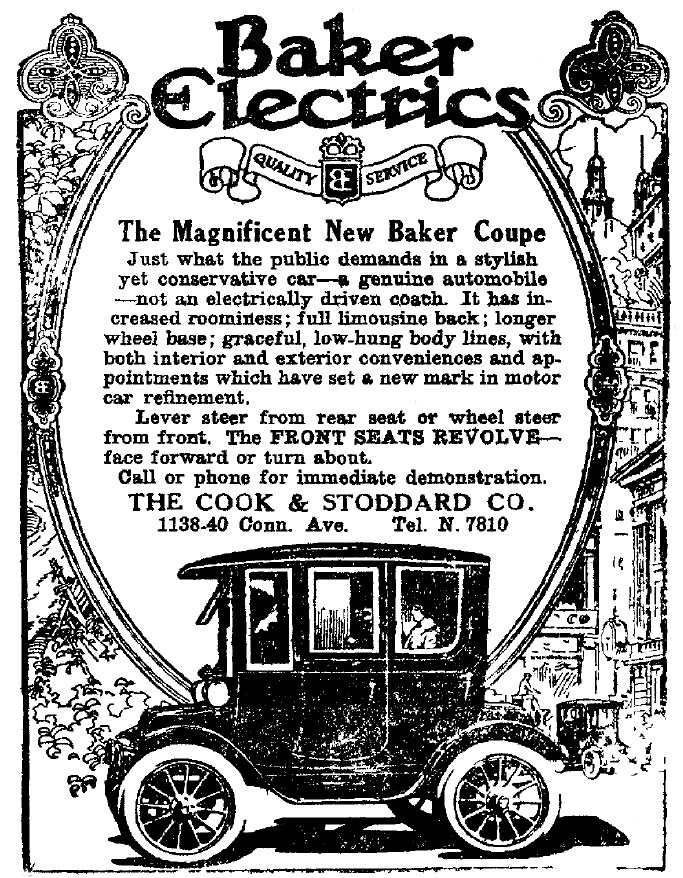
anunci de Baker Electrics, The Washington Post, 19 octubre de 1913

El 1907, Baker tenia disset models, sent el més petit el Stanhope i el més gran el Inside Drive Coupe. Hi havia també l'ENS Front d'Extensió Brougham, venut per 4,000 $, amb el seient de conducció elevat darrere dels passatgers imitant un hansom cab. Baker també va introduir una gamma de camions amb capacitat de fins a cinc tones el 1907.
A finals de 1910, el Baker Elèctric era bastant luxós i estava valorat en 2.800 $. Va tenir una capacitat de quatre passatgers i era pintat de negre amb la possibilitat de triar els plafons en blau, verd o marró. L'últim model també oferia un cos Queen Victoria com "intercanviable en xassís" a un preu addicional de 300 dòlars.
El Baker de 1910 era l'únic elèctric que tenia un pesat motor de càrrega de sèrie amb una capacitat de sobrecàrrega del 300 per cent, amb un commutador "absolutament contra espurnes i cremades en totes les condicions."

### Vehicles Baker especials
- Un Baker Elèctric va formar part de la primera flota de vehicles de la Casa Blanca.[7][8]
- Un Baker Elèctric va ser comprat el 1903 per Chulalongkorn de Tailàndia. Estava retallat amb marfil i or, i seients entapissats amb pell de porc.

### Vehicles comercials

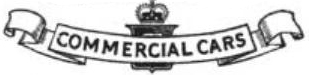
Motor de Baker Vehicle Co. Departament de Cotxe comercial, 1912

Baker Motor-Vehicle, ubicat al 63 West 80th Street a Cleveland, Ohio, es va especialitzar en vehicles pel mercat comercial. L'octubre de 1912, l'empresa tenia un Departament de Vehicles Comercials a diverses ciutats dels Estats Units.
A finals de 1913, l'empresa va anunciar el seu nou model "The magníficent new Baker Coupe" com el cotxe que "només el públic reclamava, un vehicle genuí". Aquest any, l'automòbil havia "augmentat la capacitat, l'esquena llarga de limusina, la distància entre eixos més llarga, les línies de cos graciós i de poca pendent, amb comoditats tant interiors com exteriors i millores que han establert una nova marca en el refinament de l'automòbil". Una altra novetat van ser els seients frontals giratoris que es podien tirar cap endavant o "girar-se".

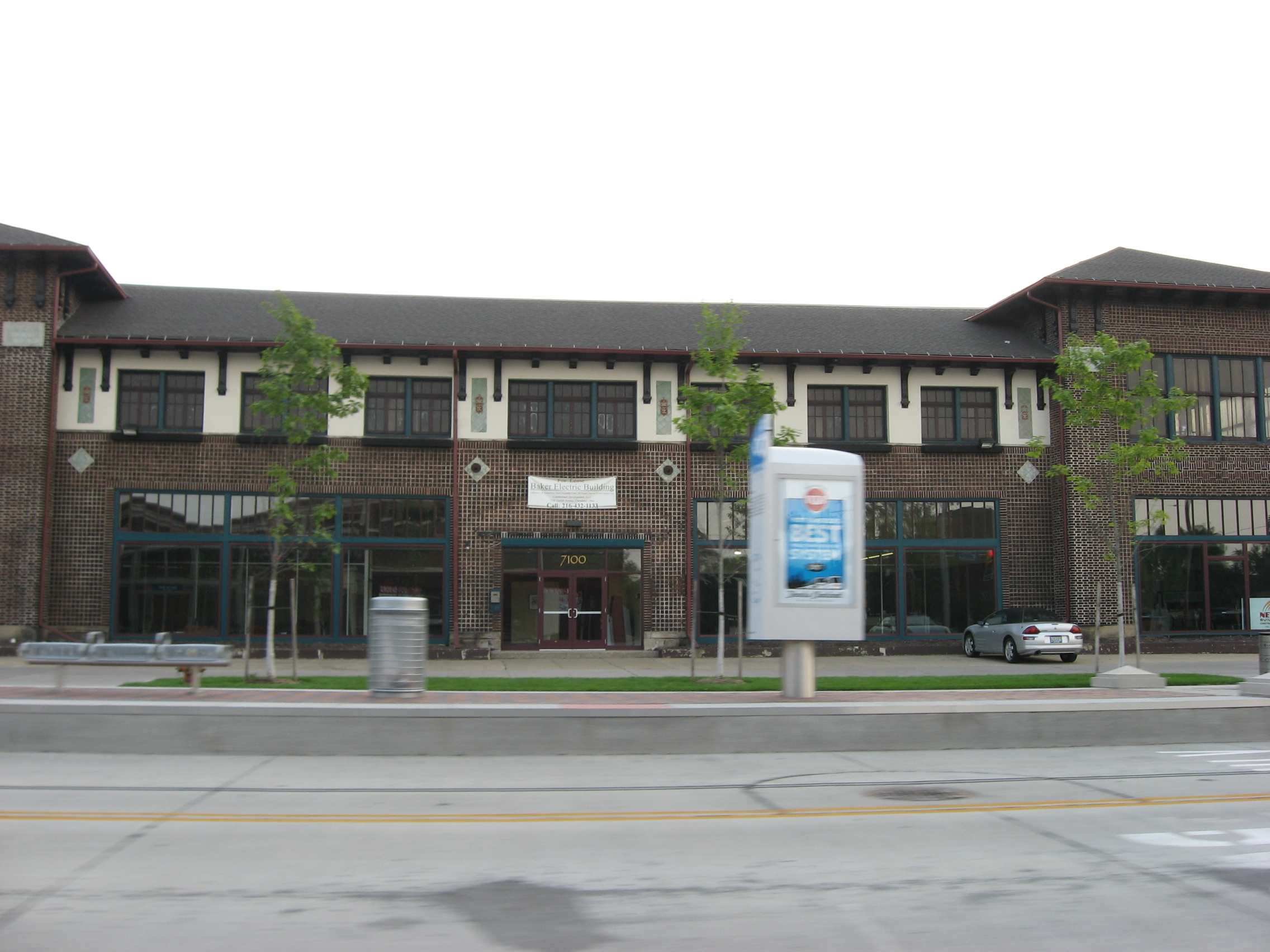
Antiga sala d'exposicions i taller de reparacions a l'avinguda Euclid. Cleveland (Ohio).

### Fusió
El 1913, Baker fou superat en vendes per Detroit Elèctric i, el 1914, es va fusionar amb el fabricant de Cleveland Rauch & Lang per esdevenir Baker, Rauch & Lang. Els últims cotxes de Baker van ser fets el 1916, però els camions industrials elèctrics van continuar per uns quants anys més. Baker, Rauch & Lang va produir l'Owen Magnètic sota contracte.
El model Torpedo del fundador de Baker, Walter C. Baker, destinat a batre rècords de velocitat en terra, fou el primer automòbil equipat amb cinturó de seguretat. El cotxe era capaç d'anar per damunt de 75 milles per hora (121 km/h).
Walter Baker es va unir amb Peerless Motor Company el 1919.